# Ptarmigan Creek Provincial Park
Ptarmigan Park är en park i Kanada.   Den ligger i provinsen British Columbia, i den centrala delen av landet, 3 300 km väster om huvudstaden Ottawa. Ptarmigan Park ligger 1 210 meter över havet.
Terrängen runt Ptarmigan Park är bergig åt nordost, men åt sydväst är den kuperad. Ptarmigan Park ligger nere i en dal. Trakten runt Ptarmigan Park är nära nog obefolkad, med mindre än två invånare per kvadratkilometer.. Det finns inga samhällen i närheten.
Trakten runt Ptarmigan Park består i huvudsak av gräsmarker.